# پول بیکاری در اتریش
پول بیکاری با هدف تأمین معیشت شهروندان بیکار در اتریش در حالی که به دنبال شغل جدید هستند تأمین می شود و از ابتدای بیکاری پرداخت می شود. علاوه بر این ، الزامات اضافی برای حق استفاده از مزایای بیکاری اعمال می شود. 

## مبانی حقوقی
مبنای قانونی در اتریش قانون بیمه بیکاری (AIVG) است. 

### شرایط لازم
در اتریش شرایط مختلفی برای مطالبه مزایای بیکاری اعمال می شود. علاوه بر نیاز اساسی (باید بیکاری وجود داشته باشد) ، باید تمایل به کار و توانایی کار اثبات شود. یک فرد بیکار باید مایل باشد یک کار حداقل 20 ساعت در هفته را انجام دهد. برای خانواده هایی که سرپرستی کودکان تا سنین 10 سال و یا بچه معلول دارند این ساعت کاری تا 16 ساعت کاهش می یابد. علاوه بر این ، مزایای بیکاری فقط درصورتی حاصل می شود که قبل از شروع بیکاری ، شما برای مدت معینی در شغل مشمول بیمه بیکاری با در نظر گرفتن دوره های زیر اشتغال داشته باشید:
- برای اولین بار که از مزایای بیکاری مطالبه می شود ، مدت زمان حداقل 52 هفته در طول دو سال گذشته قبل از ادعای ادعا می باشد.
- پس از آن ، حداقل یک دوره 28 هفته در طول سال گذشته اعمال می شود قبل از درخواست مطالبه.
- قبل از سن 25 سالگی ، اولین باری که ادعا می شود ، انجام یک کار 26 هفته ای در سال گذشته که مشمول بیمه بیکاری است ، کافی است.[۲]

### اعلان بیکاری
شرط دریافت مزایای بیکاری نیز گزارشی از بیکاری است. این باید حداکثر در اولین روز بیکاری در دفتر منطقه ای مربوط به خدمات استخدام عمومی (AMS) با مصاحبت شخصی اعلام شود.   

## مدت زمان دریافت مزایای بیکاری
در اصل ، پول بیکاری به مدت 20 هفته اهدا می شود. با این حال ، این دوره تحت شرایط خاصی قابل تمدید است: 
- 30 هفته در صورت اشتغال به مدت 156 هفته در 5 سال گذشته ثبت شده باشد.
- 39 هفته ، هنگامی که 40 سال اشتغال کامل شد و طی ده سال گذشته برای 312 هفته اشتغال ثبت شده باشد.
- 52 هفته ، هنگامی که 50 سال اشتغال کامل شده است و طی 15 سال گذشته شخص بیکار  بیمه بیکاری 468 هفته ای داشته باشد. [۳]

در پایان دوره مزایای پول بیکاری می توان کمکهای اضطراری درخواست داد. کمک های اضطراری در سال 2018 در اتریش قانونی و تنظیم شد و مستقل از هر شریک دیگری خواهد بود. 

## درآمد اضافی در زمان بیکاری
- اشتغال جزئی

یک اشتغال کوچک بدون تأثیر در رابطه بیکاری ممکن است انجام شود (در حال حاضر آستانه درآمد  425.70 یورو در ماه  1 ژانویه 2017) ، در معرض انطباق مداوم است و در بند 5 AS ASVG تنظیم می شود  . استثناء: اگر با همین کارفرما شغل جزئی داشته باشید و در این دوره اشتغال کاملاً بیمه شده قبلی و اشتغال حاشیه ی شما بصورت جزئی کمتر از یک ماه باشد ، بیکار محسوب نمی شوید.   
1. ↑  Bundeskanzleramt Rechtsinformationssystem: Bundesrecht: Gesamte Rechtsvorschrift für Arbeitslosenversicherungsgesetz 1977.
2. ↑  «Leistungen - Arbeitsmarktservice Österreich». web.archive.org. 2010-10-25. بایگانی‌شده از اصلی در ۲۵ اكتبر ۲۰۱۰. دریافت‌شده در 2019-09-04. تاریخ وارد شده در |archive-date= را بررسی کنید (کمک)
3. ↑  Arbeitsmarktservice: بایگانی‌شده  در [تاریخ ناموجود] توسط ams.at [خطا: نشانی ناشناختهٔ بایگانی]
4. ↑  jusline.at: §5. Ausnahmen von der Vollversicherung. Allgemeines Sozialversicherungsgesetz (ASVG) §5

- ماشین حساب آنلاین برای دریافت حق بیمه بیکاری (Bundesrechenzentrum)
- اطلاعات در مورد مزایای بیکاری در صفحه اصلی سرویس اشتغال (AMS)
- اطلاعات مربوط به مزایای بیکاری در صفحه اصلی اتاق کار
- اطلاعات در مورد حد حداقل در HELP.gv.at بایگانی‌شده  در ۷ اوت ۲۰۱۹ توسط Wayback Machine
- ماشین حساب آنلاین مرکز محاسبات فدرال اتریش